# Santa Emilia, Veracruz
Santa Emilia är en ort i Mexiko.   Den ligger i kommunen Álamo Temapache och delstaten Veracruz, i den sydöstra delen av landet, 220 km nordost om huvudstaden Mexico City. Santa Emilia ligger 59 meter över havet och antalet invånare är 163.
Terrängen runt Santa Emilia är platt. Runt Santa Emilia är det ganska tätbefolkat, med 65 invånare per kvadratkilometer. Närmaste större samhälle är Temapache, 19,1 km nordost om Santa Emilia. Trakten runt Santa Emilia består till största delen av jordbruksmark.